# Cynthia Loemij
Cynthia Loemij, née en 1969 à Brielle en Pays-Bas, est une danseuse néerlandaise de danse contemporaine, membre de la Compagnie Rosas dirigée par Anne Teresa De Keersmaeker.

## Biographie
Cynthia Loemij commence la danse vers l'âge de dix ans, notamment en prenant des cours de danse latino-américaine et de danse de salon. Elle obtient un diplôme de professeur de danse du conservatoire de danse de Rotterdam en 1991. Elle devient alors un membre permanent de la Compagnie Rosas au début des années 1990 en prenant notamment part aux créations des spectacles Mozart/Concert Aria's, Amor constante, más allá de la muerte et Woud. Dès lors, elle est de pratiquement tous les nouveaux spectacles d'Anne Teresa De Keersmaeker et devient une figure essentielle et remarquée de la compagnie,. En 1999, elle participe à l'écriture de la pièce de danse-théâtre Quartett, d'après Heiner Müller, en collaboration avec Jolente De Keersmaeker, Anne Teresa De Keersmaeker, et Frank Vercruyssen et interprète le duo avec ce dernier,. À partir de 2006, elle assume le rôle d'Anne Teresa De Keersmaeker dans la reprise de Fase, la pièce historique de la chorégraphe au côté généralement de Tale Dolven mais également avec De Keersmaeker.
Elle collabore avec la vidéaste Manon de Boer en 2010 à la réalisation d'œuvres audiovisuelles, intitulées Mirror Modulation et Dissonant, tentant de mettre le spectateur le plus possible à la place de la danseuse et de ses émotions. Elle participe également au film de Thierry De Mey Prélude à la mer (2009) mêlant une chorégraphie de De Keersmaeker (inspirée du ballet Prélude à l'après-midi d'un faune de Vaslav Nijinski) aux problèmes écologiques entourant la mer d'Aral. La même année, elle fonde avec Mark Lorimer (en), un autre danseur de Rosas, le projet chorégraphique OVAAL qui présente sa première création To Intimate,.
Cynthia Loemij est également enseignante au sein de P.A.R.T.S. à Bruxelles.

## Créations chorégraphiques
- 1999 : Quartett en collaboration avec Jolente De Keersmaeker, Anne Teresa De Keersmaeker, et Frank Vercruyssen de Tg STAN
- 2010 : To Intimate en collaboration avec Mark Lorimer (sur des partitions inédites de Joseph Marie Clément Dall'Abaco ; et Hans Werner Henze[9])
- 2013 : Dancesmith – Camel, Weasel, Whale en collaboration avec Mark Lorimer